# Nicolas Salentiny
Guillaume Nicolas Salentiny, né le 26 novembre 1826 à Ettelbruck (Luxembourg) et mort le 24 novembre 1898 à Luxembourg-Ville (Luxembourg), est un avocat et homme politique luxembourgeois.

## Biographie
Commissaire de district à Mersch (1857), puis à Grevenmacher (1857-1859), il est conseiller de gouvernement, procureur général, conseiller effectif à la Cour supérieure de justice ainsi que président de la Chambre des comptes.
Le 21 juin 1869, il fait son entrée à la Chambre des députés pour le canton de Grevenmacher.
Du 7 février 1870 au 6 août 1878, Nicolas Salentiny est Directeur général de l'Intérieur — soit l'équivalent de ministre de nos jours — dans les gouvernements dirigés par Emmanuel Servais et Félix de Blochausen.
Nicolas Salentiny est nommé conseiller d’État le 6 août 1878, fonction venue à terme le 24 novembre 1898 lors de son décès.

## Décorations
- Commandeur de l'ordre de Léopold[1] (promotion 1876)
- Grand officier de l'ordre de la Couronne de chêne[4] (promotion 1894)
- Chevalier 3e classe de l'ordre du Lion d'or de la maison de Nassau[1] (promotion 1894)